# Драгаш (община)
 Тази статия е за административната единица.  За градчето, което е неин център, вижте Драгаш (град).  
Драгаш (на сръбски: Општина Драгаш или Opština Dragaš; на албански: Komuna e Dragashit или Komuna e Sharrit) е община, разположена в югозападната част на Косово, част от Призренски окръг.

## География
Общата площ на общината е 434 км2. Обхваща областите Гора и Ополе (на албански Opoja) между планините Шар и Коритник. Населените места в община Драгаш са 35 (1 град и 34 села).

## История
Община Драгаш е създадена в сегашните си граници през 1960 г. През 1991 г. е разделена по етнически признак, като Гора е оформена в отделна община, а Ополе е присъединена към Община Призрен. В 2000 г. Временното управление на мисията на Обединените нации в Косово (UNMIK) отново слива двете области. Сръбското правителство не признава този акт.

## Население
Населението на общината е през 2006 г. е 40 775 души. Областта Гора е населена предимно с горани, а областта Ополе предимно с албанци (за които се смята, че са албанизирани българи). Общинският център град Драгаш е със смесено население.
Етнически състав
| година      | албанци | в проценти | горани | в проценти | общо   |
| ----------- | ------- | ---------- | ------ | ---------- | ------ |
| 1971        | 13 867  | —          | 11 076 | —          | 26 850 |
| 1981        | 18 623  | —          | 15 942 | —          | 35 054 |
| 1991        | 22 802  | 59%        | 16 112 | 41%        | 38 914 |
| януари 1999 | 27 633  | 61%        | 17 470 | 39%        | 45 103 |
| март 2000   | 24 856  | 72%        | 9706   | 28%        | 34 562 |
| януари 2006 | 22 800  | 57%        | 17 975 | 43%        | 40 775 |
| 2011        | 20 287  | 60%        | 8957   | 26%        | 33 997 |